# Barbatula golubtsovi
Barbatula golubtsovi är en fiskart som först beskrevs av Prokofiev 2003.  Barbatula golubtsovi ingår i släktet Barbatula och familjen grönlingsfiskar. Inga underarter finns listade.